# ハッピーエンド (物語)

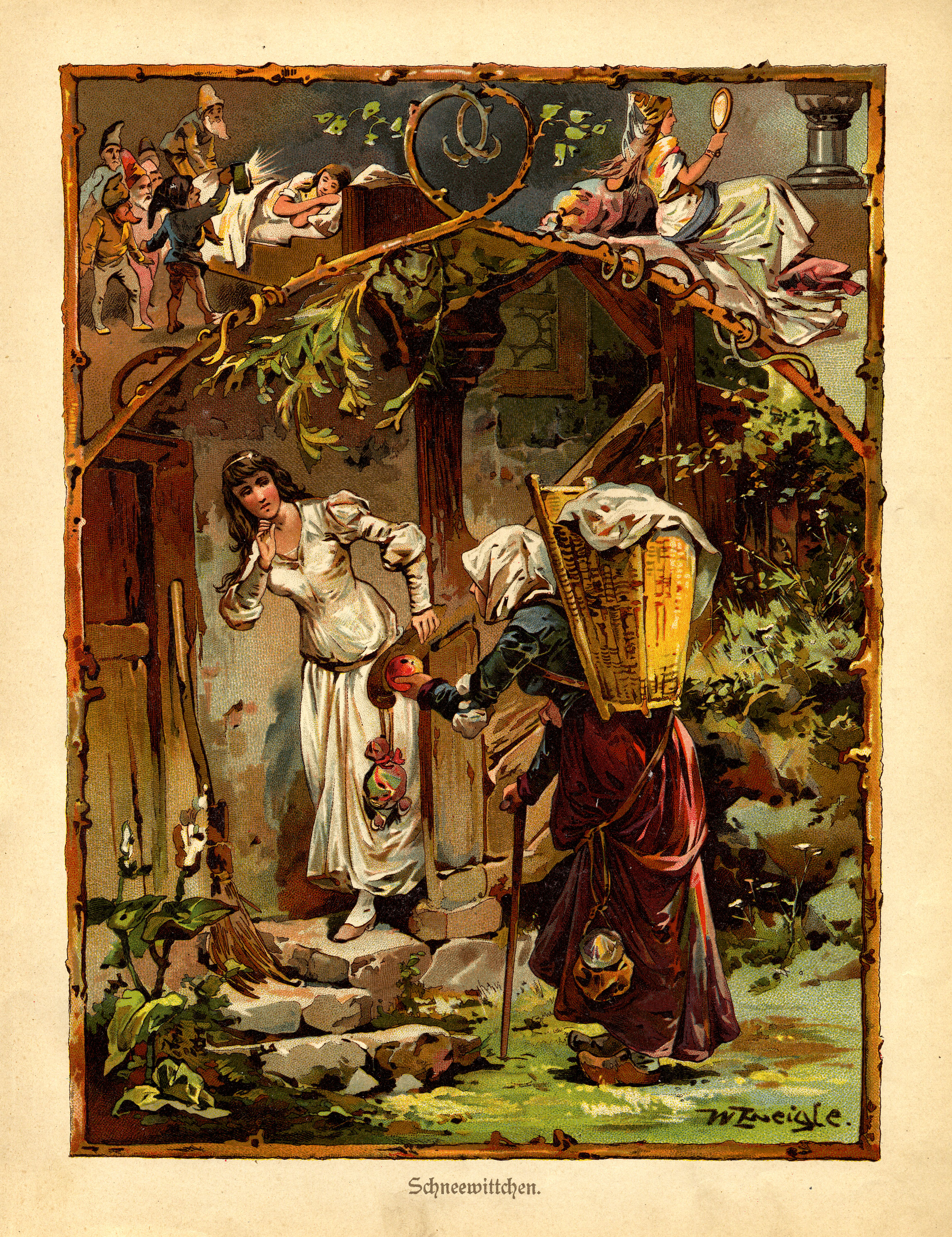
Snow_White,_c1919_(5686351086)

ハッピーエンド（happy ending）とは、フィクション作品におけるプロットにおいて、主人公やその相棒の行いや展開などが結果としてほぼ全て良い方向に向かい、悪役や敵役は死亡・敗北する「結末」のことである。

## 解説
主人公の身に迫る危険が溢れるストーリーでは、主人公が生き延び、クエストやミッションを成功させることが「ハッピーエンド」となり、そのような危険がないストーリーでは、さまざまな要因で愛を阻まれながらも、恋人たちが愛を貫くという「ハッピーエンド」もある。そして、この2つを組み合わせたストーリー展開も少なくはない。
スティーヴン・スピルバーグ監督の『宇宙戦争』では、「ハッピーエンド」は3つの異なる要素から構成されている。主人公たちが無数の危機を乗り越えて生き延び、人類全体がエイリアンの侵略に打ち勝ち、主人公の父親が疎遠だった子供たちから尊敬されるようになる。この3つが揃わないと、観客は満足感を得られない仕組みになっている。
「ハッピーエンド」は、おとぎ話の定番の終わり方である「happily ever after」や「and they lived happily ever after」に象徴される（『千夜一夜物語』では「they lived happily until there came to them the One who Destroys all Happiness (i.e. Death)；すべての幸福を破壊する者（＝死）が現れるまで、彼らは幸せに暮らした」と控えめな表現で、同様にロシア版の童話では「they lived long and happily, and died together on the same day；彼らは長く幸せに暮らし、同じ日に一緒に死んだ」と終わるのが一般的である）。
満足のいく「ハッピーエンド」は、共感したキャラクターが報われるという意味で、読者にとっても幸せなことである。しかし、これは続編への道筋を示すことにもなる。
例えば、1977年の映画『スター・ウォーズ』では、ルーク・スカイウォーカーがデス・スターを破壊して銀河帝国を打ち破ったが、この物語のハッピーエンドは、1980年の『帝国の逆襲』へと続く結果をもたらし、1983年の『ジェダイの帰還』に帰結する。
スティーヴン・キングのファンタジー/フェアリーテール小説『ドラゴンの眼』では、このジャンルでは標準的なグッドエンドを迎え、「永遠のハッピーエンド」というコンセプトが特に取り上げられているが、その後「良い日もあれば悪い日もあった」とあっさり書かれている。

## 特徴
「ハッピーエンド」は、主人公が無事であることだけが条件である。
何百万人もの罪のないモブキャラが死んでも、読者・視聴者・観客が気にかける人物が生き残れば、ハッピーエンドとなりうる。
ロジャー・イーバート監督は、ローランド・エメリッヒ監督の2004年の映画『デイ・アフター・トゥモロー』の批評の中で、「何十億という人々が死んだかもしれないが、少なくとも主要な登場人物は生き残った。ロサンゼルスは複数の竜巻に襲われ、ニューヨークは氷と雪に埋もれ、イギリスは瞬間冷凍され、北半球の大部分は破壊された。（それでも、）ジャック・ホール博士やサム、ローラ、ジェイソン、ルーシー（子どもと一緒）が生き残ったことを神に感謝しよう」とコメントを残している。

## 例

### バレエ
1895年に蘇演されたチャイコフスキーのバレエ『白鳥の湖』は、もともと恋人オデットとジークフリートがお互いに愛を誓い合いながら死んでいくという悲劇的な結末を迎えていた。しかし、ソ連政権下の1950年、コンスタンチン・セルゲイエフは、マリインスキー・バレエ（当時はキーロフ・バレエ）で上演された新「白鳥の湖」では、悲劇の結末をハッピーエンドに変更し、恋人たちはその後も幸せに暮らすようになった。この他にも、『白鳥の湖』は、さまざまな時代や場所で、似たような結末の変更が行われている（白鳥の湖#上演史を参照）。